# Vladimír Caldr
Vladimír Caldr, född 26 november 1958 i Písek, är en före detta tjeckoslovakisk ishockeyspelare.
Han blev olympisk silvermedaljör i ishockey vid vinterspelen 1984 i Sarajevo.